# Blood Duster
Blood Duster ist eine australische Grindcore-, Death-Metal- und Rock-Band aus Melbourne, die 1991 gegründet wurde.

## Geschichte
Die Band wurde im August 1991 gegründet und bestand anfangs aus dem Schlagzeuger Andrew „Brick“ Brown, dem Bassisten Jason „P.C.“ Fuller und dem Gitarristen und Sänger Anthony Barry. Im Dezember wurde ein erstes Demo aufgenommen und im Januar 1992 unter dem Namen Menstrual Soup veröffentlicht. Insgesamt setzten sich über 500 Kopien des Demos ab. Hierauf ist in dem letzten Lied Swine on Shit Leigh Cornish als Gastsänger zu hören. Kurz nach der Veröffentlichung verließ Barry die Band und wurde durch den Gitarristen Troy Darlington und den Sänger Callum Wilson ersetzt. Bevor die Gruppe live auftreten konnte, verließ letzterer die Besetzung, woraufhin Darlington auch den Gesang übernahm. 1993 änderte sich die Besetzung erneut: Brown hatte aufgrund einer Knieverletzung Blod Duster verlassen und auch Darlington war dort nicht mehr länger aktiv. Als Ersatz kamen der Sänger Tony Forde, der Schlagzeuger Shane Rout und der Gitarrist Brad Johnston hinzu. Mitte des Jahres erschien die EP Fisting the Dead bei Dr. Jim’s Records. Der Tonträger umfasst 25 Lieder und sollte ursprünglich bei Wild Rags Records als Split-Veröffentlichung mit Impetigo und Meat Shits erscheinen. Da sich erstere Band jedoch vorher aufgelöst hatte, war diese Idee verworfen worden. Die Gruppe hatte mittlerweile angefangen vereinzelte Konzerte abzuhalten, darunter eine nationale Tour mit Brutal Truth. Nachdem Rout die Band verlassen hatte, um der Gruppe Lord Lucifer beizutreten und auch Johnston die Band verlassen hatte, wurde Mitte 1995 die EP Yeest in Australien veröffentlicht. Diese wurde mit einem schockierenden Cover versehen, während der Titel mit Absicht von dem Album einer lokalen Band kopiert worden war. Hierauf sind Matt Rizzo und Fin Alman aka Fin McCarthy als neuer Schlagzeuger bzw. als neuer Gitarrist zu hören. Daraufhin wurde Relapse Records auf die Gruppe aufmerksam und veröffentlichte Fisting the Dead und Yeest als Kompilation außerhalb Australiens.
Nach zwei Jahren Live-Aktivität folgte Ende 1997 das Debütalbum Str8outtanorthcote. Hierauf ist Euan Heriot als neuer Schlagzeuger enthalten. 1998 ging es erneut mit Brutal Truth auf eine Australien-Tournee. Auch wurde ein Live-Album aufgenommen, das ursprünglich im Jahr 2000 erscheinen sollte. Allerdings wurde diese Idee aufgrund des etwas später erscheinenden Studioalbums wieder verworfen. Im Juni 1999 verließ Heriot die Gruppe, wurde durch Rout ersetzt, der allerdings für nur wenige Proben wieder in der Band war, ehe Matt Rizzo diesen Posten wieder übernahm. Kurze Zeit später ersetzte Matt „Lowpantz“ Collins den Gitarristen Alman. Im September 2000 wurde das zweite Album Cunt veröffentlicht. Kurz nach der Veröffentlichung kam Josh „JJ LaWhore“ Nixon als zweiter Gitarrist zur Band. Das Album enthält unter anderem eine Coverversion von Impetigos Dis-Organ-Ized. Die Aufnahmen hatten in demselben Studio stattgefunden, in dem auch schon Fisting the Dead und Yeest aufgenommen worden waren. Zu dem Lied Pornstore Stiffi wurde ein Musikvideo erstellt, das in Australien unter anderem auch auf Channel V ausgestrahlt wurde. Auch war die Gruppe in der Informationssendung Today Tonight zu sehen. Nach einem Vorfall mit der Pop-Band Scandal'us musste der Sänger Tony Ford 2001 vor Gericht aussagen. Dabei wurde die Polizei auf seinen Schlagring aufmerksam. Es wurde daraufhin ein Gerichtsverfahren angeordnet, das jedoch nach einem Entschuldigungsbrief mit einer Verwarnung endete. Während dieser Zeit hielt die Gruppe weiterhin Konzerte ab. Für August 2001 war eine US-Tournee geplant, die allerdings nicht zustande kam, stattdessen arbeitete die Gruppe an neuen Liedern. Gegen Ende des Jahres ging es auf eine nationale Tour mit The Dwarves. 2002 war die Band auf verschiedenen Mini-Festivals von High Voltage Records zu sehen, das Label veröffentlichte im selben Jahr die EP E.F.F. Ein Lied hiervon, 66.6fm on Your Radio Dial wurde für einen Werbespot für Kopierpapier verwendet. Im März 2003 folgten nationale Auftritte mit The Haunted. Auf dem nächsten selbstbetitelten Album, das im selben Jahr erschien, sind Jay Dunne von 28 Days, die Band Spazzys und Dave Evans als Gastsänger zu hören. Während der Aufnahmen hatte Nixon die Band verlassen, ist jedoch noch teilweise auf dem Album zu hören. Als Ersatz war Scott Pritchard hinzugekommen. Als Singles wurden die Lieder Drink, Fight, Fuck, I Wanna Do It With a Donna und Sixsixsixteen ausgekoppelt. Ersteres Lied wurde im australischen Radiosender Triple J gespielt. Die Single Sixsixsixteen enthielt ein Foto, das das Cover des Debütalbums von W.A.S.P. imitieren sollte. Bei den folgenden Touren trat die Band unter anderem im Januar auf dem Big Day Out auf. Die Gruppe hielt eine Headliner-Tournee durch Australien ab, um die Single Sixsixsixteen zu bewerben, wobei die letzten zehn Konzerte im Juni abgesagt werden mussten, da sich Ford auf einem Konzert beim Stagediving in Geelong am Schlüsselbein verletzt hatte und am Kopf genäht werden musste. Im Januar 2005 war die Gruppe auf dem Metal for the Brain in Canberra zu sehen und ging im Anschluss mit The Dwarves und Pungent Stench auf Tour. Im Juli und August ging es auf eine Tour, die 41 Konzerte in Großbritannien, Deutschland, Frankreich, Belgien, Italien, Tschechien, Polen, den Niederlanden, Österreich, Slowenien und Japan umfasste. Danach spielte die Gruppe in Australien und Neuseeland. Gegen Ende des Jahres wurde Fisting the Dead mit Bonusliedern und ausführlichen Liner Notes wiederveröffentlicht und auch Menstrual Soup sah bei Bizarre Leporous Productions eine Wiederveröffentlichung in begrenzter Stückzahl. Auch veröffentlichte die Gruppe die DVD The Shape of Death to Come. Diese besteht aus 22 Liedern, die zwischen 1996 und 2004 in verschiedenen australischen Städten gefilmt wurden. Nach Auftritten in Australien, legte Blood Duster eine längere Pause von etwa einem Jahr ein. 2006 erschien die Deluxe-Schallplatten-Version des selbstbetitelten Albums bei dem deutschen Label Apatheti View Records.
Nach der Pause ging es zusammen mit Danzig auf Tournee durch Australien. Kurz darauf erschien bei Straight Up Records das Bootleg-Live-Album Kill Kill Kill, das auf der Tour mit Brutal Truth aufgenommen worden war. Ende 2006 wurde das Album Lyden nå aufgenommen, das aus zwei CDs besteht sowie einen dritten Teil, den man per Download von der Bandwebsite erhalten konnte. Der hierfür benötigte Zugangscode befand sich im Album. Der Tonträger erschien im April 2007 beim tschechischen Label Obscene Productions. Zuvor war die Band mit Slayer aufgetreten. Auf dem Album sind Gastbeiträge von Darryl Cotton und verschiedenen Mitgliedern von Earth, Pod People und Fullers Band Dern Rudlidge enthalten. Hierauf tragen die Mitglieder teilweise Pseudonyme. Forde wird als „Tone Bone Silver“, Collins als „M-Lo“ und der Gitarrist Scott Pritchard als „Belt Thrower“ bezeichnet. Im September verließ Rizzo die Band und wurde durch David Haley von Psycroptic ersetzt. Danach ging es auf eine nationale Tour mit Napalm Death. Ende 2007 ging es auf Tour durch Australien mit Mastodon und Slayer. Im März 2008 erschien eine Split-Veröffentlichung mit Venomous Concept bei Missing Link Records. Blood Duster steuerte hierfür drei exklusive Lieder bei. Im April 2008 wurden Fisting the Dead, Str8outtanorthcote und Cunt mit veränderter Covergestaltung und Bonusliedern wiederveröffentlicht. Im Mai spielte die Band auf dem Maryland Death Fest. 2012 schloss sich in Eigenveröffentlichung das nächste Album Kvlt an.

## Stil
Die Bandbiografie auf relapse.com gibt Napalm Death, Terrorizer, Carcass, Repulsion, Deep Purple und Black Sabbath als Einflüsse an. Laut William York von Allmusic profiliert sich die Gruppe vor allem durch ihren für sein Empfinden geschmacklosen Humor. Die Gruppe spiele anstößigen Grindcore, der mit Elementen aus Southern Rock oder auch Stoner Rock vermischt werde. Fisting the Dead sei stark durch Earache-Records-Bands vom Ende der 1980er Jahre wie Carcass und Napalm Death beeinflusst worden. Str8outtanorthcote sei weniger reiner Grindcore und dafür Groove-orientiert, die Gruppe selbst bezeichne ihre Musik als „100 % Grinding Death Rock“. Laut rockdetector.com vermischt die Gruppe Grindcore mit traditionellen 1970er Southern Rock mit Rockabilly-Rhythmen und abstoßenden Humor. Als Beispiel für letzteres wurde angegeben, dass die Gruppe mehrfach nackt auftrat. Laut Brian Fischer-Giffin in seiner Encyclopedia of Australian Heavy Metal hat sich die Band von reinem Grindcore zu einer groove-orientierten Mischung aus Grindcore und Death Metal entwickelt. Auf Str8outtanorthcote habe man die Death-Rock-Einflüsse ausgeweitet, die man schon auf Yeest eingeführt habe. Auch experimentiere man nun mit akustischen, Country-artigen Liedern sowie mit Ambient-Klängen. Auf Cunt habe man sich wieder stärker am klassischen Grindcore der Anfangstage angelehnt. Die drei Teile von Lyden nå würden sich jeweils dem Death Metal, Grindcore und Drone Doom widmen.
In seiner Rezension zu Cunt ordnete Matthias Weckmann vom Metal Hammer die Band dem Porngrind zu. Sie verarbeite oft Ausschnitte aus Pornofilmen als Lied-Intros, wobei die Songs nur eine Länge von etwa 80 Sekunden hätten. Diese würden durchweg schnell gespielt werden, was ihn gelegentlich an Slipknot erinnerte. Der Gesang bestehe durchweg aus Grunts. Zwei Jahre später rezensierte Anzo Sadoni das selbstbetitelte Album, das eine Mischung aus markanten AC/DC-Riffs, Death Metal und Grindcore im Stil von Hateplow und Rock ’n’ Roll wie ihn Motörhead spiele. Im Gegensatz zum Vorgänger seien die Lieder nun länger und der Rockanteil habe zugenommen. In einer späteren Ausgabe besprach Sadoni die DVD The Shape of Death to Come und bezeichnete die Musik als „Grind’n’Roll mit latentem Porno- und Fieser-Humor-Einschlag“. Joel McIver beschrieb in Extreme Metal II die Musik der Band als eine Mischung aus Grindcore, Death Metal und schnellem Thrash Metal. Im Laufe der Zeit sei die Gruppe jedoch etwas langsamer geworden. Die Länge der Lieder sei mit denen von SOD vergleichbar. Mit dem Album Cunt habe sich die Gruppe Anal-Cunt-artigem „comedy-metal“ verschrieben. In der ersten Edition des Buches schrieb er zudem, dass Fisting the Dead von Kannibalismus und Nekrophilie handelt.

## Diskografie
- 1992: Menstrual Soup (Demo, Eigenveröffentlichung)
- 1993: Fisting the Dead (EP, Dr. Jim’s Records)
- 1995: Yeest (EP, Dr. Jim’s Records)
- 1996: Yeest / Fisting the Dead (Kompilation, Relapse Records)
- 1997: Str8outtanorthcote (Album, Dr. Jim’s Records)
- 2000: Cunt (Album, Dr. Jim’s Records)
- 2001: Fisting the Dead / Yeest (Kompilation, Drug Bust Records)
- 2002: D.F.F. (EP, High Voltage Productions)
- 2003: I Wanna Do It with a Donna (Single, Eigenveröffentlichung)
- 2003: Blood Duster (Album, High Voltage Records)
- 2004: Sixsixsixteen (Single, High Voltage Records)
- 2005: The Shape of Death to Come (DVD, Madman Productions)
- 2007: Lyden nå (Album, Obscene Productions)
- 2008: Blood Duster / Venomous Concept (Split mit Venomous Concept, Missing Link Records)
- 2008: Fisting the Dead (Kompilation, Relapse Records)
- 2009: Sixsixsixteen Euro Dance Remix (Single, Eigenveröffentlichung)
- 2009: Blood Duster / Dwarves (Split mit The Dwarves, Zenith Records)
- 2009: First United Meth Church (Split mit Brutal Truth, Zenith Records)
- 2012: Kvlt (Album, Eigenveröffentlichung)
- 2012: Svck (EP, Eigenveröffentlichung)